# Bataille d'Amchidé et Limani
Insurrection de Boko Haram
La bataille d'Amchidé et Limani a lieu les 15 et 16 octobre 2014 pendant l'insurrection de Boko Haram.

## Déroulement
Le 15 octobre 2014, vers 17 heures, des djihadistes de Boko Haram venus du Nigeria effectuent une incursion sur deux villes en territoires camerounais. Soutenus par des véhicules blindés, les islamistes attaquent simultanément les villes de Amchidé et Limani, situées sur la frontière, près de la ville nigériane de Banki, alors tenue par Boko Haram. Avant de lancer l'offensive, les djihadistes avaient envoyé un faux informateur aux Camerounais, dans le but de les tromper et de leur faire croire qu'une attaque était prévue contre un autre village. L'attaque débute également lieu lors de la deuxième mi-temps du match de football entre le Cameroun et le Sierra Leone.
Les islamistes prennent le contrôle d'Amchidé pendant plusieurs heures, ils massacrent au moins une trentaine de civils et incendient l'église catholique, l'église protestante, une mosquée et presque toutes les buvettes. Ils font ensuite mouvement vers camp militaire tenu par les forces du Bataillon d'intervention rapide (BIR). 
Les 250 soldats camerounais du camp s'opposent à plusieurs centaines d'assaillants soutenus par trois chars. L'attaque commence par l'envoi d'une voiture piégée, une Peugeot 504, conduite par un kamikaze, mais celle-ci est détruite par les militaires avant de pouvoir exploser. Un blindé, récupéré sur le 211e bataillon blindé de l'armée nigériane, et un pick-up de Boko Haram sont détruits.
Après la destruction de leur force d'assaut, l'infanterie et les unités d'appui de Boko Haram pilonnent les soldats camerounais. Les combats sont « d'une rare violence » selon le gouvernement camerounais. Ils durent pendant deux heures et s'interrompent dans la soirée, avant de reprendre à l'aube. En fin de matinée, les islamistes prennent la fuite et franchissent à nouveau la frontière, poursuivis par les militaires.

## Les pertes
Selon le gouvernement camerounais, le bilan est de huit morts et sept blessés du côté de l'armée contre 107 rebelles islamistes tués. Une trentaine de civils ont également été massacrés par les djihadistes selon Jeune Afrique, certains sont retrouvés décapités. Le bilan officiel est de 86 civils tués.

## Suites
Le 24 octobre, dans l'après-midi, des hommes de Boko Haram avec des véhicules franchissent la frontière sur deux points, près d'Amchidé et Kolofata. Ces deux colonnes sont interceptées par les soldats camerounais qui tuent 27 assaillants.